# Kirkstead
Kirkstead är en by i civil parish Woodhall Spa, i distriktet East Lindsey, i grevskapet Lincolnshire, i England. Byn är belägen 10 km från Horncastle. Civil parish hade 85 invånare år 1961.